# 東京YMCA医療福祉専門学校
東京YMCA医療福祉専門学校（とうきょうワイエムシーエーいりょうふくしせんもんがっこう）は、東京都国立市富士見台にある私立専修学校。介護福祉科と作業療法学科を設置している。
非営利公益団体YMCA（キリスト教青年会）に加盟している公益財団法人の東京YMCAを母体とする学校法人東京YMCA学院により1996年に創立された専修学校である。

## 系列校
- 東京YMCA国際ホテル専門学校
- 東京YMCA社会体育・保育専門学校